# Aldeneyck

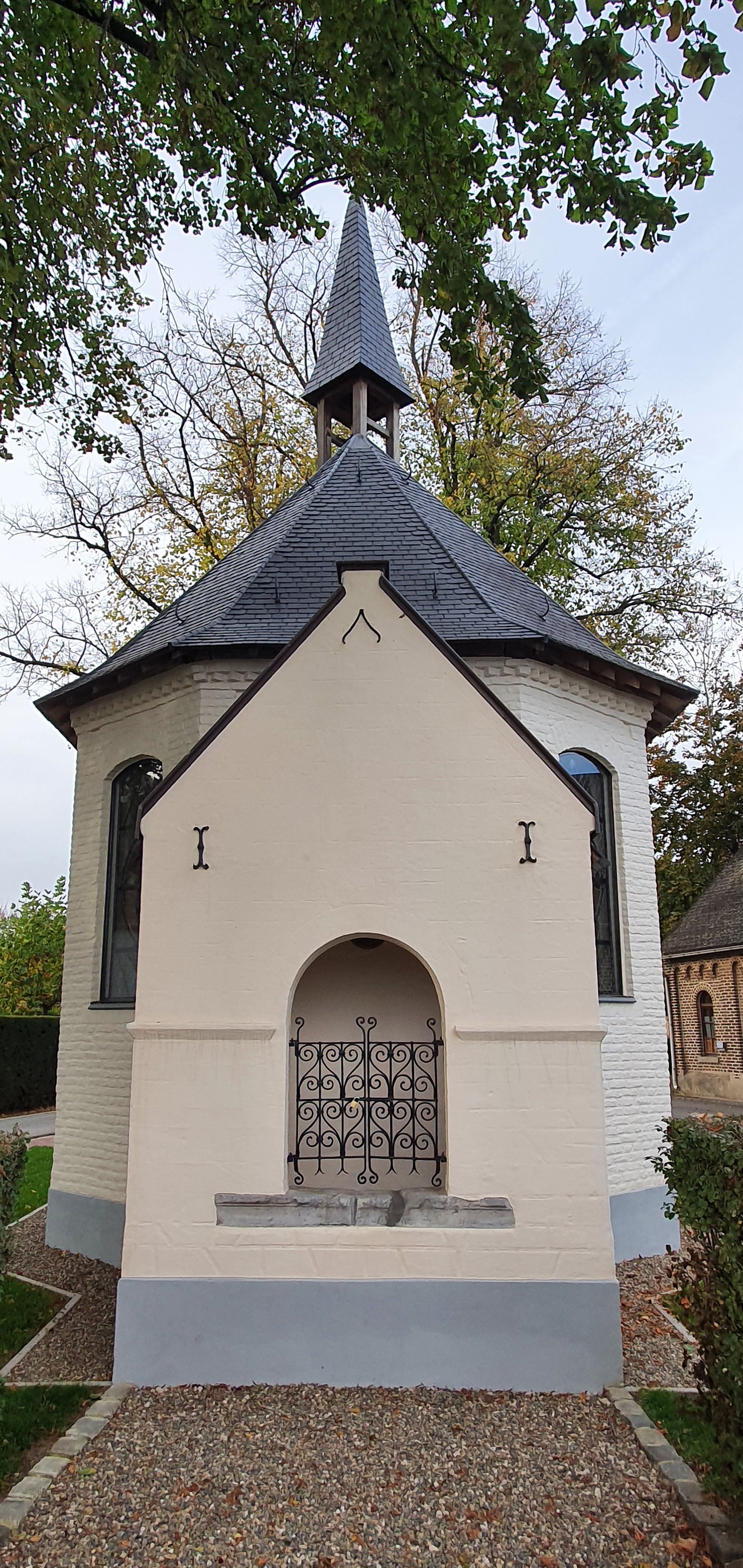
Baptistère du VIIe siècle construit par Willibrord sur l'emplacement d'un sanctuaire à Odin.

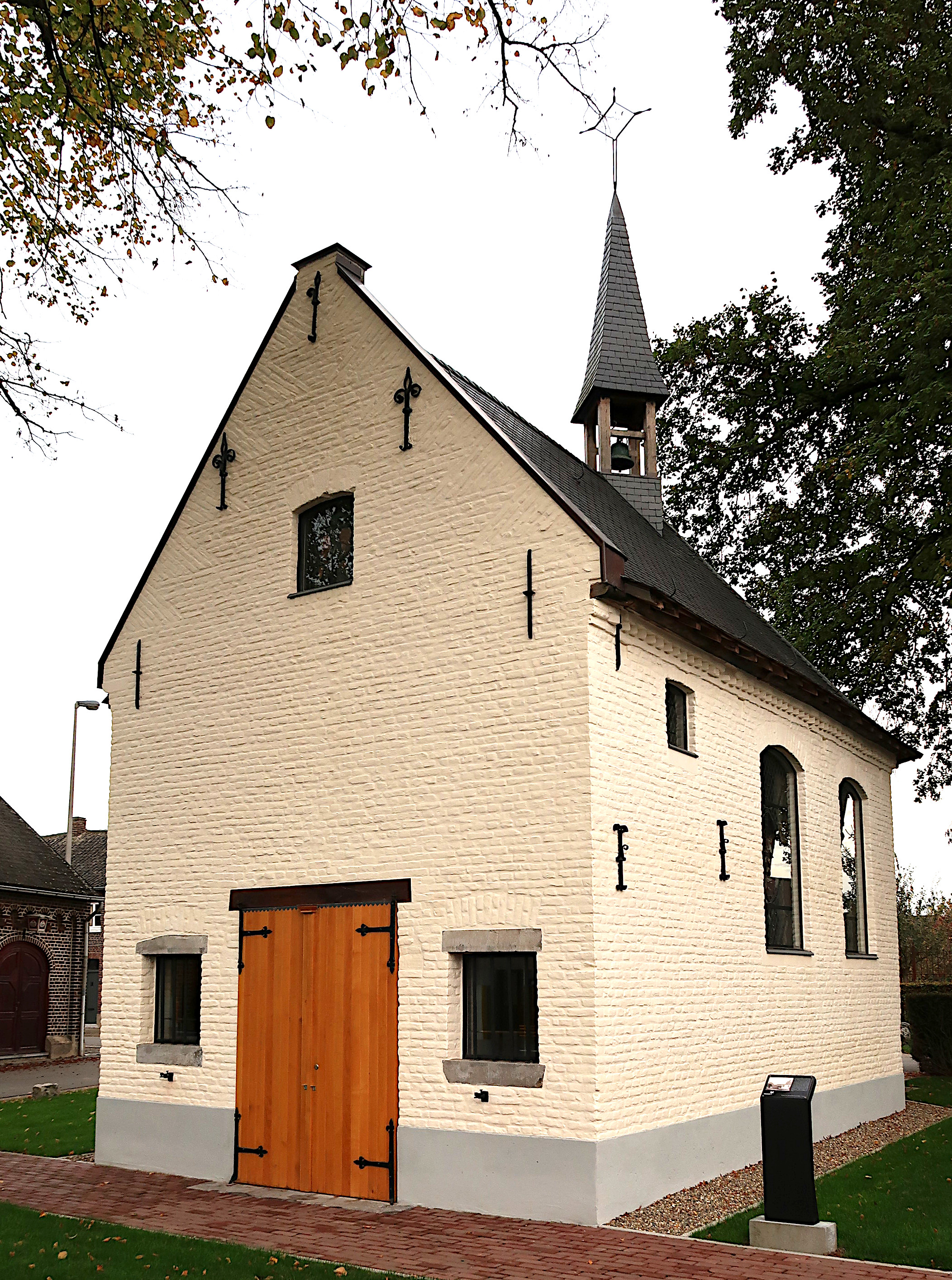
La chapelle d'Aldeneyck, consacrée par Herlinde et Relinde.

Aldeneyck (en néerlandais : Aldeneik), fondée en 730, est un quartier de la ville belge de Maeseyck (en néerlandais : Maaseik). Il se trouve sur les rives de la Meuse, près de la frontière avec les Pays-Bas, près de l'endroit où le Bosbeek débouche dans la meuse. Selon la légende, il a pris naissance autour d'un monastère érigé par les sœurs franques Herlinde et Relinde, qui ont écrit le livre de l'Évangile connu sous le nom de Codex Eyckensis, toujours à Maeseyck. Dans le hameau se trouve l'église Saint-Anne de styleroman et gothique.

## Fondation légendaire

### Diable
Le diable aurait vu les sœurs écrire le Codex et n'aurait rien pu faire pour les arrêter, jusqu'à ce qu'il ait l'idée de souffler leurs bougies. Cependant, un ange est venu et les a rallumés. L'évangile a pu être écrit et est toujours conservée à Maeseyck.

## Vignoble
Le village possède un vignoble réputé.